# ブハラ
ブハラ（ウズベク語: Buxoro；ロシア語: Бухара́；タジク語: Бухоро）は、ウズベキスタンの都市で、ブハラ州の州都。ザラフシャン川下流域に古代より栄えたオアシス都市で、1993年には、旧市街地がユネスコの世界遺産に登録されている。人口は約28万人（2020年）。
都市名は、ソグド語では、pwγ'r/puχār と呼ばれていたようで、イスラーム時代以降、アミール国期までこの地域の伝統的な書写言語であった近世ペルシア語・チャガタイ語ではبُخارا （Bukhārā; ブハーラー）と表記される。諸外国語による表記ではBukharaあるいはBokharaとされることが多く、古くは日本語でもボハラと書かれることがあった。「ブハーラー」とは元来サンスクリット語で｢僧院｣を意味する Vihāra ないし Vihāraḥ に由来すると考えられている。
古代からサマルカンドと並ぶいわゆるソグディアナの中心都市であり、イスラーム時代以降、特にサーマーン朝の首都となってからもイラン・中央アジアにおける最も重要な都市のひとつであった。また近代でも20世紀の初頭までブハラ・アミール国（ブハラ・ハン国）の首都が置かれ、西トルキスタンにおける政治・文化の中心都市であった。特にサーマーン朝にはじまる近世ペルシア語文学の発信源としてこの都市が残した足跡は大きい。また、シャイバーニー朝やジャーン朝においてはブハラの宮廷でペルシア語に加え、チャガタイ語文芸運動を隆盛させその中心都市としても発展した。このような歴史背景から、現在は住民の大多数が民族籍上ウズベク人とされているものの、住民の間ではペルシア語系のタジク語が広く話され、タジク人としてのアイデンティティを有する者も数多く存在する複雑な民族構成をもつ。

## 地勢・産業
ブハラは、ザラフシャン川下流域のオアシス地帯に位置し、その中心都市である。約220キロ東にサマルカンド、450キロ北東にウズベキスタンの首都タシュケントが位置している。約85キロほど南西がトルクメニスタンとの国境であり、トルクメニスタンのテュルクメナバートは約100キロ南西である。
産業は天然ガスを産出するほか、繊維、絨毯などの生産でも知られる。旧市街地が世界遺産に登録されて以降は観光産業にも力を入れている。

## 歴史

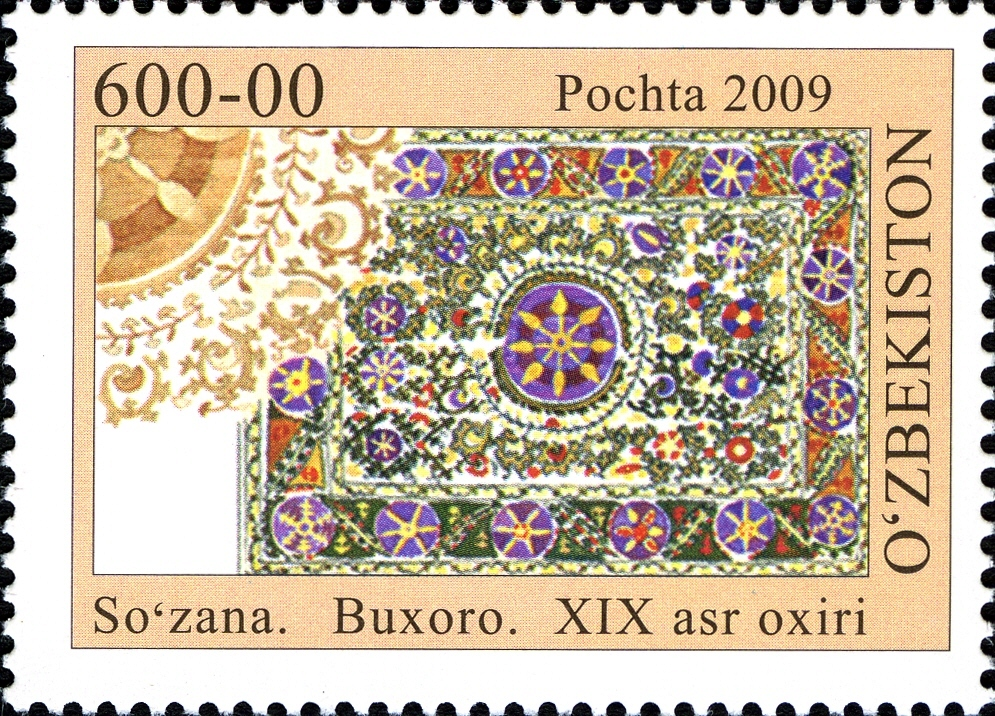
切手に描かれたスーザニ刺繍

中央アジアの乾燥地帯の中に位置しながら水資源に恵まれたオアシスに位置するブハラに人々が集落を建築し始めたのはきわめて古く、考古学上の発見から紀元前5世紀には城壁を持つ要塞都市が成立していたことが明らかになっている。

古代のこの地方ではペルシア帝国の影響を受けたイラン系の文明が発達し、紀元後のブハラではソグド人の都市国家が建設された。都市国家ブハラの商人たちは東西交易の仲介者として活躍し、隋唐時代の中国の記録には「安国」という名称で登場する。1060年に成立した唐の歴史書新唐書西域伝には「安国は又の名を布豁、あるいは捕喝という」という意味の記載がある。
しかし8世紀初頭にはこの地方にイスラム帝国の勢力が及び、ブハラは709年にウマイヤ朝のホラーサーン総督クタイバ・イブン＝ムスリムによって征服された。これ以後ブハラはイスラム教を奉ずる勢力の支配下に置かれ、次第にイスラム化が進む。
9世紀後半、土着のイラン系貴族がアッバース朝から自立してサーマーン朝が成立し、ブハラは10世紀の末まで続いた王朝の首都となった。サーマーン朝の時代には東方の草原地帯からイスラム世界に向かって送り込まれるテュルク系のマムルーク（奴隷軍人）の交易が盛んに行われたことにより、マムルーク交易と結びついた商業都市として発展を遂げた。サーマーン朝時代に市域は大幅に拡張され、要塞と長大な市壁に囲まれた市街地、およびその周囲に発達した郊外地域からなる大都市となり、ブハラはサマルカンドにかわってマー・ワラー・アンナフルの中心都市に成長した。
また文化的には、サーマーン朝の君主の保護のもと、イスラムによるサーサーン朝の征服以来衰退していたペルシア語による文化活動が興隆し、アラビア語の語彙を取り入れアラビア文字で表記するようになった近世ペルシア語の文学活動の中心地となった。また君主の保護によってさまざまな施設が建設され、中でも第2代君主イスマーイール・サーマーニーを葬ったイスマーイール・サーマーニー廟は、現在まで残されており貴重な文化遺産になっている。
サーマーン朝の滅亡後はテュルク系のカラハン朝、ホラズム・シャー朝の支配下に入り、政治・経済・文化の中心ではなくなったが、依然として中央アジア屈指の大都市であった。しかし13世紀の前半にはモンゴルの征服を受け、市街が破壊されていったんは荒廃した。その後のモンゴル帝国支配下で徐々に人口が回復し、同世紀の後半までに都市は復興したが、15世紀のティムール朝まで政治的な中心はサマルカンドに奪われたこともあり、征服以前の繁栄には及ばなかった。15世紀初頭、明の永楽帝の命を受けた外交使節の陳誠が陸路でこの地を訪れ、『西域番国志』に当時のブハラ（「卜花児」と記録されている）の様子を記録している。
16世紀後半に至り、ウズベク人のシャイバーン朝がブハラを実質上の首都と定めるとともに、ブハラは再び拡大に転じた。アブドゥッラーフ2世（1583年 - 1598年）はブハラの再開発を推進し、王族、ナクシュバンディー教団、貴族によってモスク、マドラサ、公衆浴場、商店街が建設された。シャイバーン朝以来、アストラハン朝、マンギト朝とこの地方を支配した歴代の王朝はブハラを首都とし、このためこの政権はブハラ・ハン国（ブハラ・アミール国）と呼ばれている。ブハラ・ハン国の首都となったブハラは中央アジアにおけるイスラム教学の中心地としても重要な役割を果たし、「ブハーラーイ・シャリーフ（聖なるブハラ）」と呼ばれるようになったブハラは各地から多くのムスリムが巡礼や修学に訪れる宗教都市の性格も帯びた。
19世紀後半にブハラは南下政策を推進するロシア帝国によって征服され、ブハラ・アミール国はロシアの保護国としてその植民地に組み込まれた。ロシア人たちはムスリムたちが住む旧市街を避け、その隣接地に新ブハラ（カガン）と呼ばれる近代都市を建設したため、ブハラは本来の都市構造と景観を維持できた。また、新ブハラを起点としてロシアの各地とブハラを結ぶ鉄道の敷設が進められ、ブハラはロシア帝国と緊密に結び付けられた。カガン駅は現在もブハラの鉄道の玄関口になっている。
ロシアの支配下に入っても、旧市街に住むアミール（君主）をはじめとする支配者たちは一定の権限を残されて温存され、またブハラ人社会の指導的な階層は伝統的なイスラム教育を受けた宗教指導者たちが占めていた。20世紀初頭になると、ロシア帝国内のムスリムの間で起こっていた教育の西洋化改革を訴える啓蒙活動（ジャディード運動）の影響がヴォルガ・タタール人の手を経てブハラにまで及び、「青年ブハラ人」と呼ばれる若い知識人たちの活動が起こった。1910年代に入ると青年ブハラ人の運動は急進化し、アミール専制を批判し、国内改革を盛んに訴えた。
1917年のロシア革命の影響はブハラにも及び、1920年に赤軍の軍事介入でブハラで革命が成功、ブハラ・アミール国が滅んでブハラ人民ソビエト共和国が成立した。しかし旧支配層から国外の汎トルコ主義者まで巻き込んだ革命勢力に対する反抗（バスマチ運動）や、ロシア共産党のソビエト政権による介入・粛清によって共和国の指導層は急速に瓦解した。最終的に1924年にブハラ人民ソビエト共和国は解体されて、民族の分布を基準とする境界線による新しい共和国が編成されることになった。
民族的境界策定にあたって旧来ブハラ・アミール国の領域に住んでいた住民は、テュルク語系のウズベク語を母語とする人々はウズベク人、ペルシア語系のタジク語を母語とする人々はタジク人とされたが、ブハラ市民の大多数はウズベク人と認定され、ブハラはウズベク・ソビエト社会主義共和国に編入された。しかし歴史的に中央アジアにおけるペルシア語文学の中心都市であったブハラではタジク語が日常的に話される割合も大きく、民族境界画定の恣意性が指摘されることもある。
1991年にソビエト連邦が崩壊してウズベキスタン共和国が独立すると、ブハラは新しいウズベク独立国家の優れた文化遺産として再評価されるようになった。1993年のユネスコ世界遺産登録を経て、観光都市としてのブハラの再開発が進んでいる。ユネスコの後援で開催された1997年のブハラ建設2500周年の祭典をきっかけにブハラの歴史的建造物の修復が行われたが、建物が本来持つ特色が失われたという声もある。
一方ソビエトの崩壊によってタジキスタンとの間の境界は永続的な独立主権国家間の国境となり、ブハラでは多くのタジク語を話す住民、タジク人住民が存在するという矛盾が固定化された。現在も、タジク人住民の中には、ウズベキスタンよりもむしろタジキスタン共和国への共感を抱く者もいる。

## 名所
200キロ東のサマルカンドと同様にシルクロード上の歴史あるオアシス都市で、沢山の名勝がある。市中心部には、ポ・イ・カラーン（Po-i-Kalyan）とミナレット（カラーン・ミナレット）、 チャル・ミナル（Char Minar）など、市郊外にはブハラ要塞（Ark of Bukhara）、サーマーニー廟などがある。

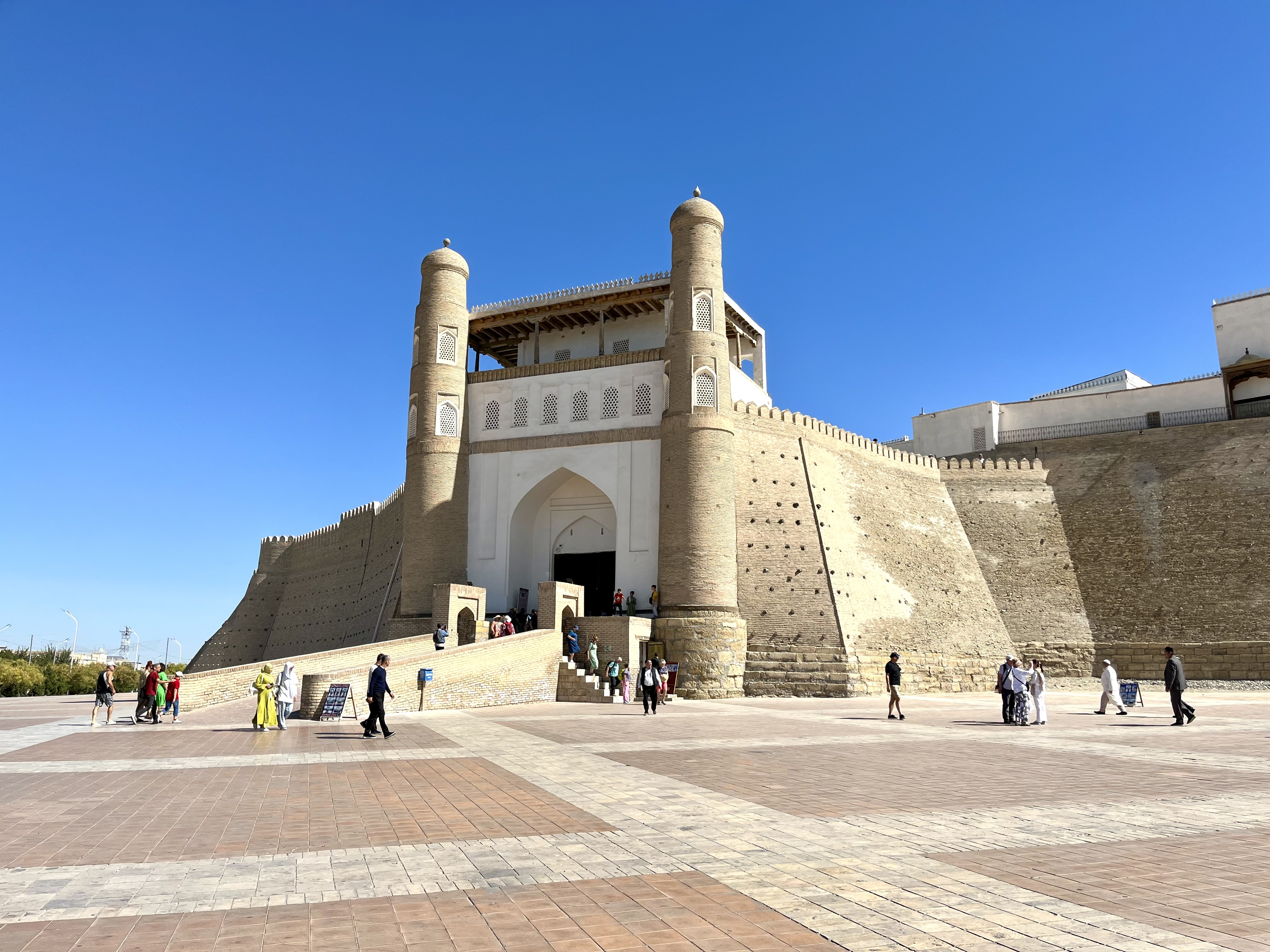
アルク（城塞）
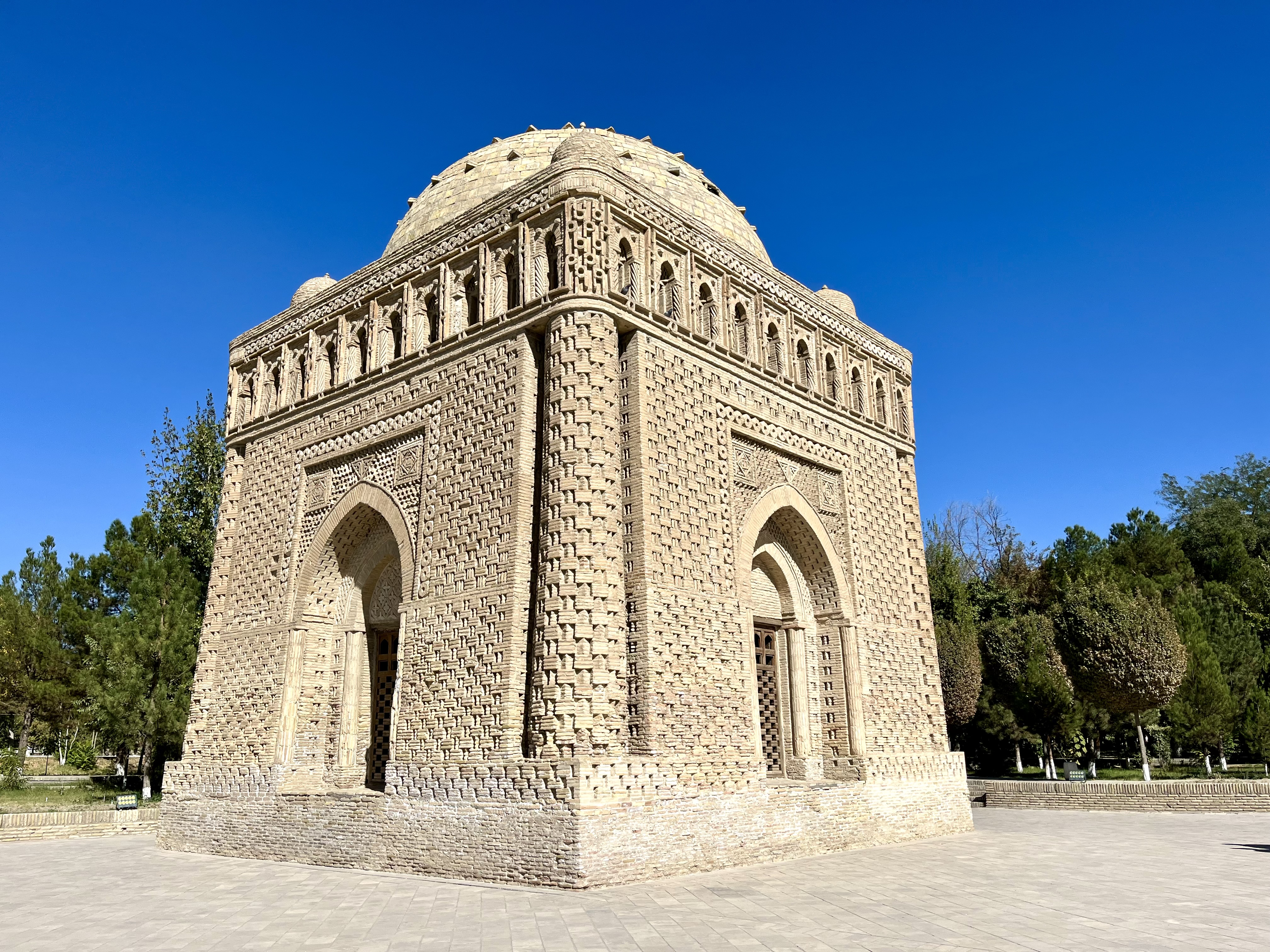
ブハラのイスマーイール・サマニ廟
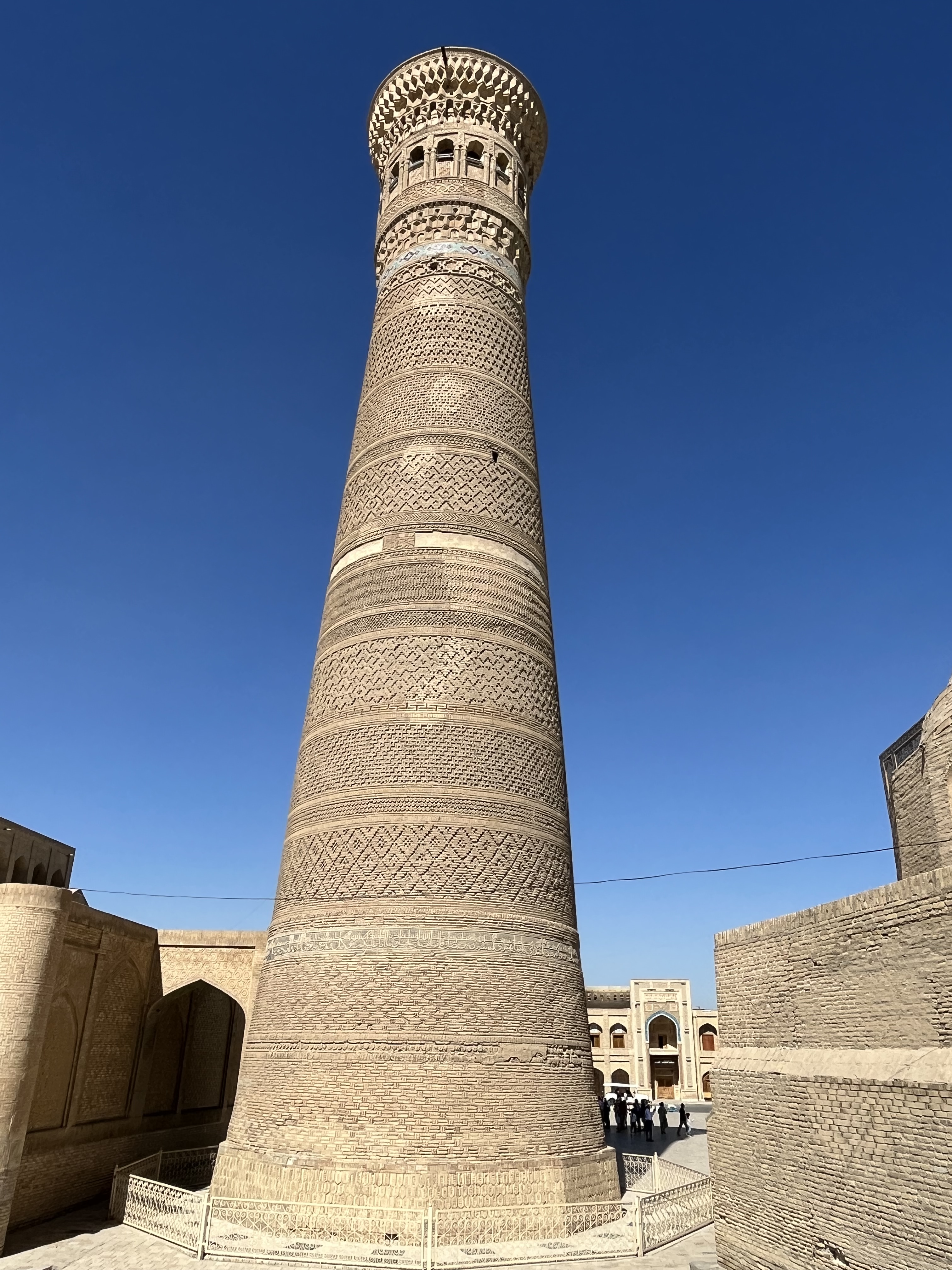
カラーン・ミナレット (高さ46m)
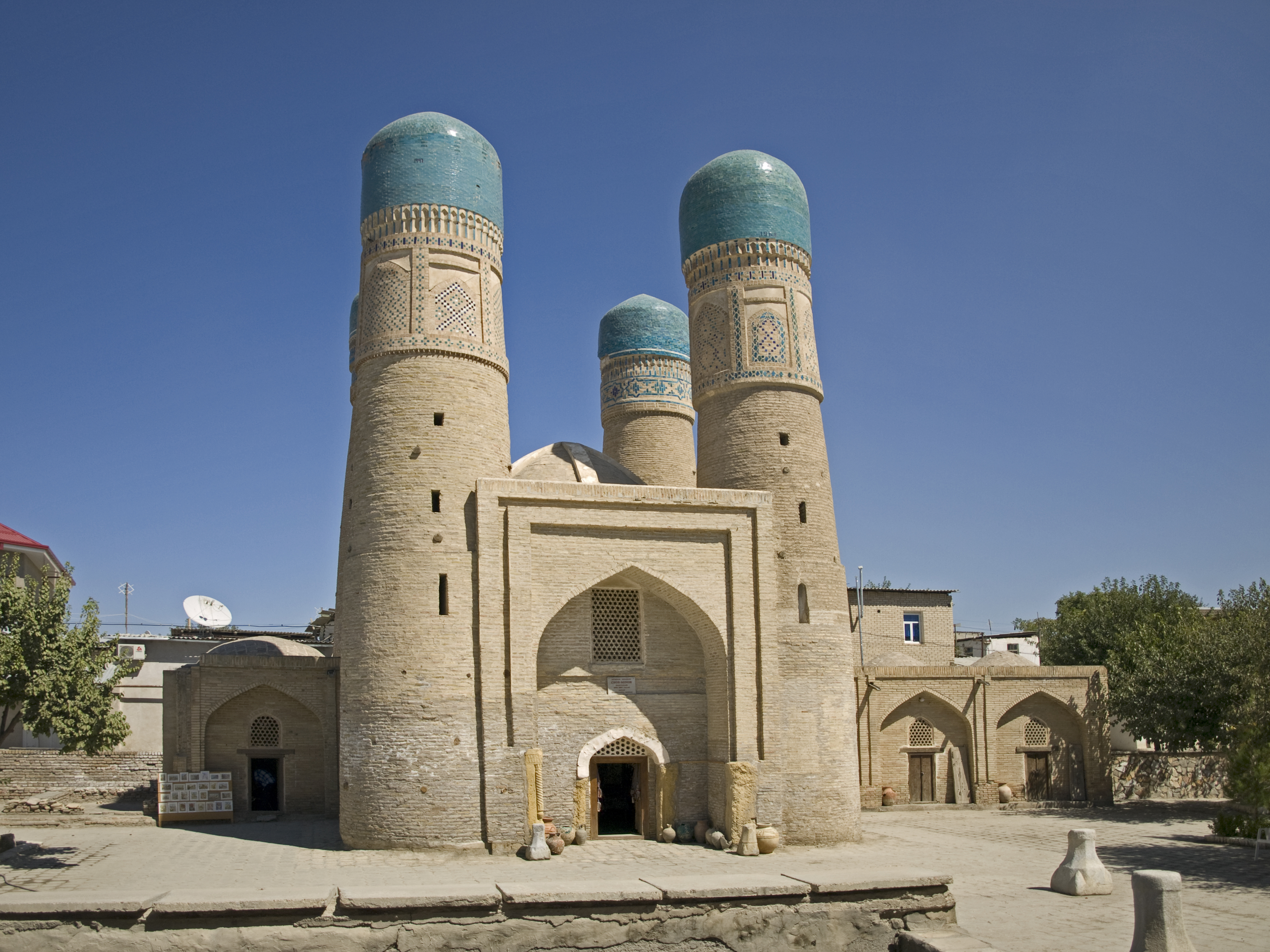
チャハル・ミナール（「4本のミナレット」）

## 気候
典型的な大陸性気候にあり、昼夜の温度差は大きい。ブハラ付近の砂漠地帯では夏に最高気温49℃、冬に最低気温-32℃が観測されたことがある。
| ブハラの気候                                                                             | ブハラの気候 | ブハラの気候 | ブハラの気候 | ブハラの気候 | ブハラの気候 | ブハラの気候 | ブハラの気候 | ブハラの気候 | ブハラの気候 | ブハラの気候 | ブハラの気候 | ブハラの気候 | ブハラの気候  |
| 月                                                                                       | 1月          | 2月          | 3月          | 4月          | 5月          | 6月          | 7月          | 8月          | 9月          | 10月         | 11月         | 12月         | 年            |
| ---------------------------------------------------------------------------------------- | ------------ | ------------ | ------------ | ------------ | ------------ | ------------ | ------------ | ------------ | ------------ | ------------ | ------------ | ------------ | ------------- |
| 平均最高気温 °C （°F）                                                                   | 6.5 (43.7)   | 8.5 (47.3)   | 16.0 (60.8)  | 24.0 (75.2)  | 31.0 (87.8)  | 34.0 (93.2)  | 35.0 (95)    | 33.5 (92.3)  | 29.0 (84.2)  | 23.5 (74.3)  | 15.0 (59)    | 7.5 (45.5)   | 21.96 (71.52) |
| 平均最低気温 °C （°F）                                                                   | −4.5 (23.9)  | −3.5 (25.7)  | 4.5 (40.1)   | 11.0 (51.8)  | 14.0 (57.2)  | 18.0 (64.4)  | 20.0 (68)    | 18.0 (64.4)  | 12.0 (53.6)  | 8.0 (46.4)   | 1.0 (33.8)   | −3 (27)      | 7.96 (46.36)  |
| 出典：関治晃『ウズベキスタン シルクロードのオアシス』（東方出版, 2000年10月）、155頁より |              |              |              |              |              |              |              |              |              |              |              |              |               |

## 交通

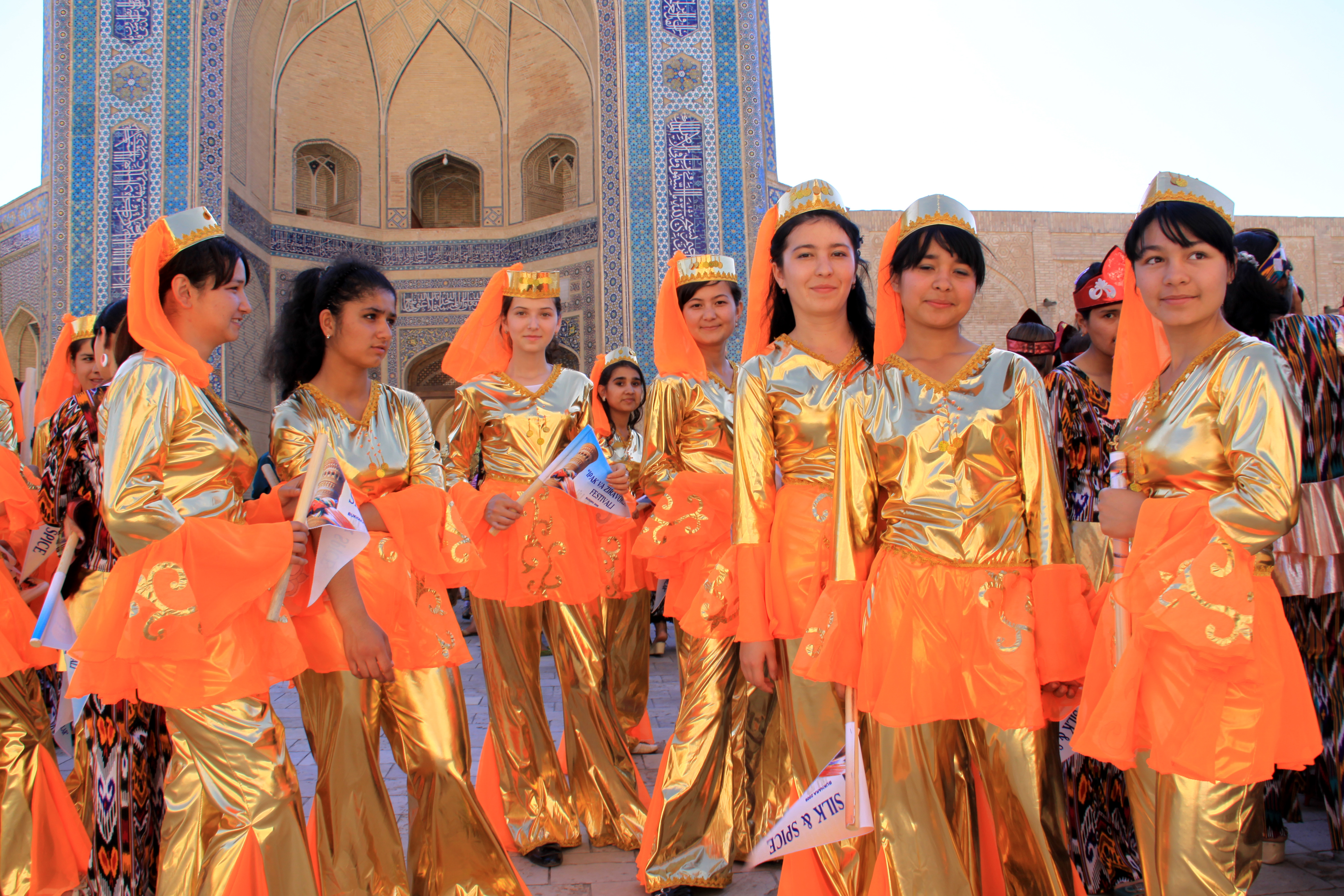
祭りの衣装をまとった市民

空路
ブハラ空港…市内中心部から5km離れた場所にある。タシュケントからは日曜日以外、毎日1-2便が運航されている。モスクワへの便もある。
陸路
カガン駅…1887年完成。市内中心部から12km離れた南東部に鉄道の駅がある。ブハラ市内には鉄道駅はない。タシュケントとは、特急列車シャルク号と夜行列車によって結ばれ、どちらも毎日運行されている。

## 主な出身者
- ムハンマド・アル＝ブハーリー(en:Muhammad al-Bukhari)
9世紀に活躍したイラン系のハディース学者。イスラム世界の各地をめぐって約60万のハディースを収集したとされる。彼が編纂した『真正集』はスンナ派で最も権威あるハディース集成書の筆頭として現在でも重んじられている。

- イブン・スィーナー
10世紀から11世紀にかけて活躍した医学者・哲学者。サーマーン朝末期に君主の侍医を務めた。著書である『医学典範』はヨーロッパの近代医学にまで影響を与えたとされる。

## 姉妹都市
- サマルカンド（ウズベキスタン）
- ドゥシャンベ（タジキスタン）
- ホジェンド（タジキスタン）
- ニーシャープール（イラン）
- サンタフェ（アメリカ合衆国）
- リュエイユ＝マルメゾン（フランス）
- コルドバ（スペイン）
- マラティヤ（トルコ）
- ウエストカーンプル（en:West Kanpur）[どこ?]（インド）